# Elia.eus
Elia.eus és un traductor automàtic multilingüe que es pot fer servir a través del seu lloc web i està especialitzat en la llengua basca. La versió que la Fundació Elhuyar va publicar el 2019 utilitza traducció automàtica neuronal. Elia.eus tradueix entre els següents idiomes: castellà, èuscar, francès, gallec, català i anglès.

## Història
La primera publicació científica que va utilitzar la tècnica de l'aprenentatge profund (deep learning) a la traducció automàtica va aparèixer el 2014, essent els seus autors Bahdanau, Cho i Bengio. El 2015 va aparèixer per primera vegada un sistema neuronal en un campionat de traducció automàtica (OpenMT'15), i ja l'any següent el 90% dels guanyadors en aquesta competició van ser sistemes neuronals. El progrés del 2015 va ser la utilització de sistemes basats en l'atenció (attention based NMT ). El 2017 es van obtenir millores addicionals en xarxes neuronals artificials com a conseqüència de l'ús de l'arquitectura Transformer. Un any després hi havia un sistema d'accés públic que utilitzava amb èxit el basc, i ja el 2019 els sistemes existents per a l'èuscar eren cinc.
Amb l'aportació del paradigma neuronal, des del 2017 es va observar una millora substancial dels traductors automàtics per als 10 idiomes principals a nivell mundial. El 2015 el traductor DeepL només oferia resultats de qualitat en 10 idiomes diferents al basc. Dos anys després, la primera demo per a l'èuscar estava disponible públicament. El mateix any 2017 es va posar en marxa el projecte denominat MODELA, on van participar agents locals del País Basc com Ixa Taldea, Elhuyar, Vicomtech, Ametzagaña i Mondragon Lingua. Un any més tard, el 2018 es va publicar el traductor MODELA, el primer servei de traducció neuronal en basc per al públic en general a internet.